# دررفتگی مفصل ران
دررفتگی مفصل ران به دو صورت دررفتگی قدامی و خلفی ممکن است ایجاد شود که در رفتگی خلفی شایع‌تر است. در دررفتگی‌های مفصل ران برای پیشگیری از عوارض لازم است درمان به سرعت و طی کمتر از ۶ ساعت صورت گیرد.